# Ipovisione
L'ipovisione è una condizione di acutezza visiva molto limitata che ha notevoli conseguenze sulla vita quotidiana. Può essere causata da vari fattori (siano essi congeniti o acquisiti). La vista si può ridurre fortemente in seguito a patologie che possono colpire diverse strutture oculari, che vanno dalla cornea alla retina, fino al nervo ottico.
L'ipovisione può essere associata a malattie che provocano una riduzione del campo visivo. Ad esempio, nel caso del glaucoma avanzato, che danneggia il nervo ottico, è come se si guardasse attraverso un tubo; oppure si può essere colpiti da patologie della macula, la zona centrale della retina (la più comune è la degenerazione maculare senile, che provoca la perdita della visione centrale). L'ipovisione grave può degenerare in cecità, che può essere parziale o totale.

## Classificazione della cecità e dell'ipovisione
Per indicare il deficit visivo che porta ad avere una visione ridotta esiste una classificazione specifica:
- La cecità o amaurosi è definita totale quando l'occhio non percepisce affatto la luce.
- La cecità funzionale è presente quando il sistema visivo percepisce la luce, ma è incapace di percepire le forme.
- La cecità legale è presente quando la percezione, non superiore a 1/20 nei ciechi parziali, non permette l'autonomia del soggetto. L'ampiezza del campo visivo è inferiore al 3% per i ciechi totali oppure al 10% per i ciechi parziali (ad entrambi gli occhi o nell'occhio migliore anche con correzione).
- l'ipovisione può essere grave (residuo visivo non superiore a 1/10 in entrambi gli occhi o nell'occhio migliore anche con correzione; residuo perimetrico binoculare inferiore al 30%), medio-grave (residuo visivo non superiore a 2/10 in entrambi gli occhi o nell'occhio migliore anche con correzione; residuo perimetrico binoculare inferiore al 50%) oppure lieve (residuo visivo non superiore a 3/10 in entrambi gli occhi o nell'occhio migliore anche con correzione; residuo perimetrico binoculare inferiore al 60%).

La fascia d'età è definita statisticamente in un range compreso, il più delle volte, tra i 65 e gli 84 anni.

## Anomalie associate
L'ipovedente presenta una ridotta acuità visiva e spaziale, associata generalmente ad una limitazione del campo visivo. Le patologie che possono portare a questo deficit sono molteplici:
- Albinismo: si tratta di una condizione genetica che può comportare una ridotta acuità visiva centrale, fotofobia (intolleranza alla luce) per assenza di melanociti iridei ed elevato errore refrattivo.
- Diabete: è una malattia sistemica caratterizzata da una glicemia elevata. Se non curata correttamente, può provocare danni alla retina (retinopatia diabetica), con riduzione dell'acuità visiva centrale (dovuta ad edema retinico, ossia ad accumulo di liquido negli strati retinici maculari).
- Anomalie della cornea: sono essenzialmente il cheratocono in stadio avanzato, opacità di superficie e leucomi.
- Toxoplasmosi: è una malattia associata alla corioretinite girata e provoca un notevole calo dell'acuità visiva centrale.
- Retinite pigmentosa: questa malattia oculare genetica provoca l'atrofia dei recettori retinici deputati alla visione notturna e periferica, i bastoncelli, provocano una diminuzione sensibile della visione notturna e del campo visivo.
- Degenerazione maculare senile e giovanile: è una malattia che colpisce il centro della retina, provocando la morte progressiva delle sue cellule. All'inizio si manifesta con una distorsione delle immagini al centro del campo visivo (le rette diventano curve al centro). Nei casi avanzati compare lo scotoma centrale (una macchia scura al centro del campo visivo): si perde la capacità di svolgere compiti quotidiani, come leggere, riconoscere le persone o guidare. Tuttavia, bisogna distinguere una forma secca (più comune), oggi non curabile, da una forma umida (trattabile con vario esito con iniezioni intravitreali).
- Glaucoma: si tratta di una malattia oculare caratterizzata, il più delle volte, da una pressione oculare elevata che danneggia il nervo ottico. Negli stadi avanzati provoca generalmente una riduzione del campo visivo periferico. Può essere curato mediante instillazione di colliri o, se la pressione dell'occhio non si riduce, mediante trattamento chirurgico (il più comune è detto 'trabeculectomia').

## Metodi correttivi
Nei casi di ipovisione lieve è possibile il miglioramento della messa a fuoco da lontano applicando anteriormente all'occhio un foro stenopeico, che riduce però il campo visivo.
I metodi correttivi utilizzati seguono due criteri principali:
- Ridotta acuità visiva, in presenza della quale si utilizzano ausili ottici e non ottici per ingrandire le immagini.
- Riduzione del campo visivo, in presenza della quale si utilizzano ausili ottici che permettono un apparente ampliamento dell'angolo.

### Ridotta acuità visiva
Vengono utilizzati ausili ingrandenti, capaci di aumentare le dimensioni dell'immagine.
Per aumentare l'ingrandimento si agisce con tre metodologie diverse:
- Ingrandimento della distanza relativa, attraverso ausili ottici
- Ingrandimento angolare, attraverso ausili ottici
- Ingrandimento di grandezza relativa, attraverso ausili non ottici.

#### Ingrandimento della distanza relativa
Qualsiasi oggetto osservato a minore distanza forma sulla retina un'immagine di dimensioni maggiori. Partendo da questo presupposto, gli ausili ottici utilizzati con questa metodologia sono generalmente lenti positive.
L'ingrandimento è dato dal rapporto tra le distanze di osservazione (con e senza ausilio).
Ad esempio: la distanza di osservazione è pari a 30 cm, con l'ausilio a 3 cm: I=d/d' (con d espresso in metri). Dunque, la formula è la seguente: I=0,30/0,03=10X.
Il potere diottrico necessario per creare questo ingrandimento è dato dall'inverso della distanza espresso in metri:

Per determinare l'ingrandimento necessario per ottenere l'acuità visiva richiesta, è possibile rapportare questa con l'abituale.
Ad esempio: acuità visiva abituale 2/10, acuità visiva richiesta 4/10 I=4/2=2X.

#### Ingrandimento angolare
L'ingrandimento angolare è dato dal rapporto tra i due angoli sottesi dall'oggetto osservato e dalla relativa immagine fornita dagli ausili ottici.
I principali utilizzati sono:
- telescopio galileiano
- telescopio kepleriano
- telescopio ad occhio d'ape
- sistemi ipercorrettivi per lettura

Il telescopio galileiano è un sistema ottico semplice, composto da una lente anteriore, che funge da obiettivo e è positiva e da una lente posteriore, che funge da oculare negativo. La lunghezza focale dell'obiettivo deve essere pari a quella dell'oculare sommata alla distanza. Da questo si evince che il potere diottrico della lente negativa è decisamente superiore. I vantaggi sono nella praticità dell'ausilio utilizzato (con la limitazione ad un basso numero di ingrandimenti).
Il telescopio kepleriano si differenzia da quello galileiano per la presenza di due lenti entrambe positive, distanziate da una distanza pari alla somma delle due lunghezze focali. Con questo ausilio si aumenta notevolmente l'ingrandimento e la percezione periferica, anche se l'immagine viene capovolta. La lunghezza dell'ausilio risulta quindi maggiore rispetto al telescopio galileiano, per la presenza di un prisma raddrizzatore dell'immagine.
Il telescopio ad occhio d'ape è composto da tre telescopi affiancati. Con questo metodo si aumenta notevolmente l'ingrandimento.
I sistemi ipercorrettivi per lettura sono tecnicamente dei microscopi semplici, ovvero delle lenti positive che sfruttano l'ingrandimento angolare. Per approfondire seleziona sistemi ipercorrettivi per lettura

#### Ingrandimento di grandezza relativa
Consiste nel sovradimensionare l'oggetto considerato. Gli ausili non sono ottici, ma utilizzano strumentazioni capaci di rendere ingrandita l'immagine attraverso un monitor.

### Ridotto campo visivo
Nei casi in cui si verifichi una riduzione dell'angolo del campo visivo bisogna considerare che gli ausili che consentono di aumentarlo tendono a ridurre l'acuità visiva.
I sistemi impiegati sono essenzialmente i seguenti:
- telescopi invertiti
- prismi
- specchi
- lenti anamorfiche

Il telescopio invertito generalmente utilizzato è quello galileiano visto in precedenza, avente modesto ingrandimento.
I prismi, solitamente a struttura di Fresnel si applicano su un occhiale, aventi le basi direzionate dallo stesso lato dell'anomalia, per stimolare zone retiniche ancora funzionali.
Gli specchi, o a riflessione totale o semitrasparenti vengono posizionati dal lato opposto dell'anomalia del campo visivo. Applicati anch'essi ad un occhiale.
Le lenti anamorfiche sono lenti oftalmiche cilindriche accoppiate, capaci di comprimere la dimensione orizzontale dell'oggetto esaminato, mantenendone inalterata l'altezza.